# François Marque
François Marque est un footballeur français né le 31 juillet 1983 à Troyes (France). Son poste de prédilection est défenseur central. Il joue au Stade Payerne.

## Biographie
Marque a commencé sa carrière en 2002 avec le club amateur du RCS La Chapelle où il a joué 55 matches en 2 saisons. Ses bonnes performances en club lui permettent de signer en Ligue 2, en 2004, avec le FC Libourne. Il ne sera jamais aligné en Ligue 2 et quitte donc la France pour la Suisse et le FC Baulmes en 2005. Après 45 matches, il signe en 2007 avec le FC Bâle, club de première division. Lors de la saison 2007/2008 il forme la charnière du club avec Daniel Majstorović, l'international suédois et s'impose très vite à Bâle. Majstorović quitte le club à l'été 2008 et c'est David Abraham qui rejoint Marque en défense centrale. François Marque signe le 1er février 2010, un contrat de trois ans et demi avec Grenoble. En août 2011, il signe avec le SC Bastia à la suite de la relégation de Grenoble en CFA2. Fin janvier 2013, il résilie son contrat.

## Palmarès
- Champion de Suisse en 2008 avec le FC Bâle
- Vainqueur de la Coupe de Suisse en 2008 avec le FC Bâle
- Champion de France de Ligue 2 2011/2012 avec le SC Bastia